# Doppio ritratto dei duchi di Urbino
Il Doppio ritratto dei duchi di Urbino è un dittico, olio su tavola (47×33 cm ciascun pannello), con i ritratti dei coniugi Federico da Montefeltro e Battista Sforza, opera di Piero della Francesca databile al 1465-1472 circa, e conservato nella Galleria degli Uffizi a Firenze.

## Storia
Il doppio ritratto, tra le effigie più celebri del Rinascimento italiano, venne dipinto a Urbino in un momento imprecisato: pare che il ritratto di Federico fosse già completato nel 1465 (come farebbe pensare l'assenza di insegne onorifiche), mentre quello di Battista Sforza sia postumo (come farebbe intendere l'iscrizione, al passato), quindi databile al 1472, anno della sua morte, avvenuta dopo il parto del figlio Guidobaldo, a soli 26 anni. Inoltre l'iscrizione di Federico farebbe pensare a un'aspirazione ad assumere la dignità ducale, quindi anteriore all'ottenimento di tale titolo nel 1474. Forse il ritratto di Federico venne effettivamente composto prima, e solo dopo la morte della moglie corredato dell'altra tavola: a riprova di ciò c'è una testimonianza del 1466 in cui un carmelitano veronese, Ludovico Ferabò, parla di una "imago eiusdem Principis a Petro Burgensis picta" (immagine di tale Principe dipinta da Piero di Borgo San Sepolcro). La datazione del primo ritratto sarebbe quindi vicina alla Pala di Brera e potrebbe essere stata eseguita come opera propedeutica al ritratto nell'opera maggiore. Questo sarebbe un'ulteriore affinità con il ritratto di Sigismondo Pandolfo Malatesta (con un'analoga effigie di profilo, però su sfondo nero invece che con il paesaggio) del 1451 circa, dipinto in concomitanza con l'affresco di San Sigismondo e Sigismondo Pandolfo Malatesta per il Tempio Malatestiano.
In ogni caso il doppio ritratto, senza dubbio fra le opere più conosciute di Piero della Francesca, si colloca nell’ambito di un solido rapporto fra il pittore e i duchi alla cui corte, uno dei più fecondi centri culturali e artistici italiani, Piero soggiornò a più riprese. 
Già esposto nella sala delle Udienze di palazzo Ducale di Urbino, entrò nelle collezioni dei Della Rovere e, con l'estinzione della casata, pervenne a Firenze nel 1631 con la dote di Vittoria della Rovere, ultima discendente, maritata a Ferdinando II de' Medici. Dalle collezioni granducali confluì poi naturalmente alle Regie Gallerie (1773), divenute gli Uffizi. A quel tempo si era completamente persa la fama del dipinto, tanto che veniva ormai indicato come ritratto di Petrarca e Laura.

## Tecnica

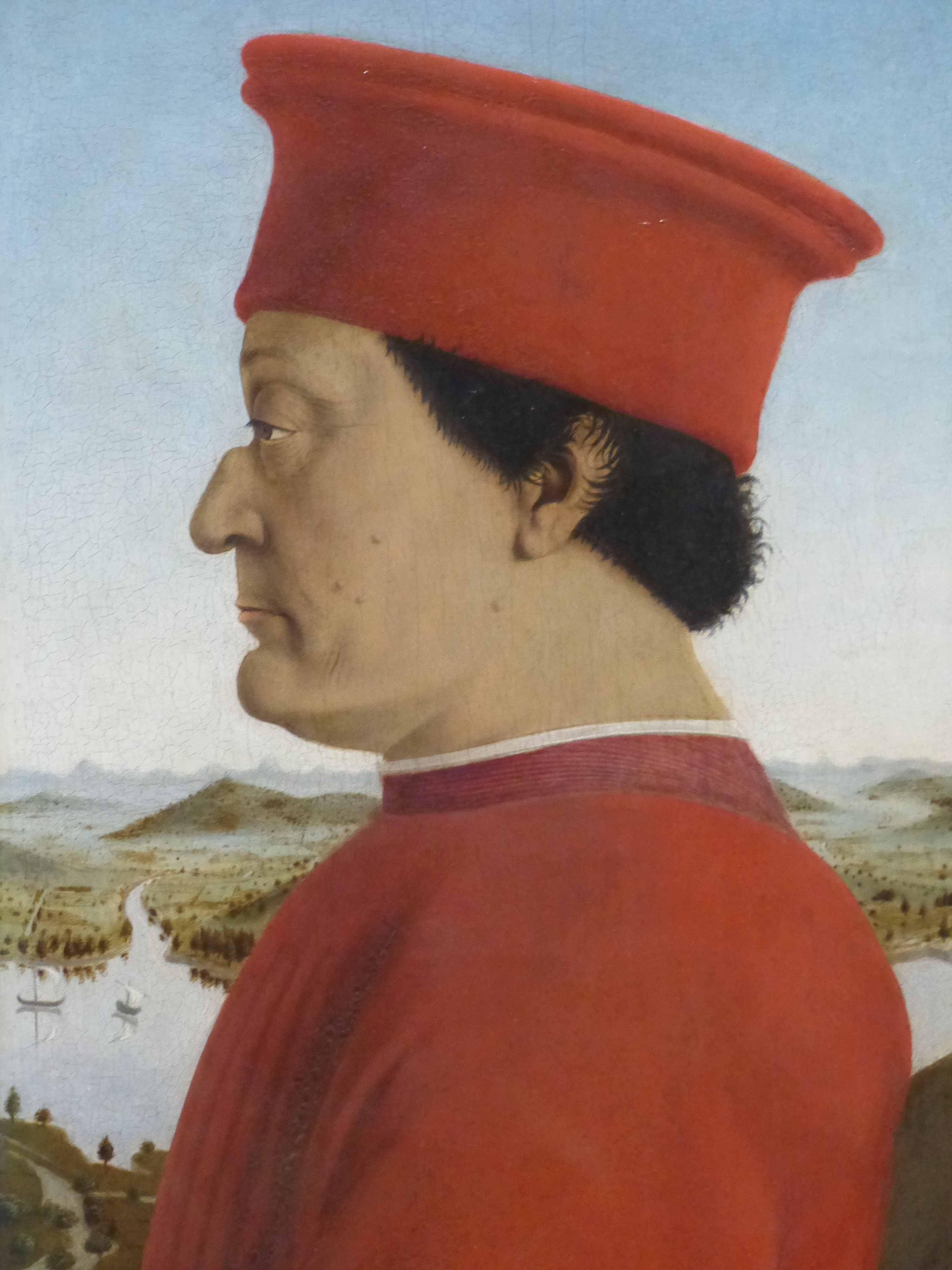
Federico da Montefeltro

Le riflettografie hanno accertato che Piero dipinse i personaggi dei trionfi nudi, tramite spolvero, che vennero poi rivestiti solo in una seconda fase. L'uso della tecnica a olio è innovativo per il pittore, sebbene in opere precedenti sia usata una tecnica mista, olio e tempera. Ciò può essere derivato dal contatto con i pittori fiamminghi della corte urbinate, quali Giusto di Gand.

## Descrizione e stile
I due dipinti sono oggi separati, ma anticamente erano collegati da un'unica cornice. La pittura su entrambe le parti farebbe infatti pensare a un oggetto privato, piuttosto che a un ritratto pubblico da appendere, o magari fu richiesto da Federico stesso come ricordo dell'amatissima moglie, come sembra suggerire anche un certo tono malinconico dell'opera.
I sovrani sono raffigurati di profilo, come nelle medaglie, in un'immobilità solenne, sospesi in una luce chiarissima davanti a un lontano e profondo paesaggio a perdita d'occhio, che accentua le figure in primo piano. L'infinitamente lontano e l'infinitamente vicino (rappresentato dalla cura dei particolari nei ritratti) sono mirabilmente fusi, dando origine a una realtà superiore e ordinata, dominata da leggi matematiche che fanno apparire gli esseri umani non più come mortali ma come idealmente eterni, grazie alla loro superiorità morale. Nel paesaggio la luce è calda, tanto da arrossare le curve dei colli.
Le effigi si ispirano ai cammei tardo-imperiali e ai dittici consolari in avorio: non a caso la doppia iscrizione inizia con "Clarus" e finisce con "Virorum", rievocando le tipiche iscrizioni del "vir clarissimus" romano. La luce è unica e si irradia alle spalle di Federico.

### Il ritratto di Battista Sforza
Il ritratto di Battista Sforza (a sinistra) ha una colorazione chiara, con la pelle di un candore ceruleo come imponeva l'etichetta del tempo: una pelle chiara era infatti segno di nobiltà, in contrapposizione all'abbronzatura dei contadini che dovevano stare all'aperto. La fronte è altissima, secondo la moda del tempo che imponeva un'attaccatura molto alta (con i capelli che venivano rasati col fuoco di una candela), e l'acconciatura elaborata, intessuta di panni e gioielli. Piero, al pari dei fiamminghi, si soffermò sulla brillantezza delle perle e delle gemme, restituendo, grazie all'uso delle velature a olio, il "lustro" (riflesso) peculiare di ciascuna superficie, a seconda del materiale.

### Il ritratto di Federico da Montefeltro
Il ritratto di Federico da Montefeltro (a destra) è invece più naturalistico: la sua figura è possente, incorniciata dal forte rosso della veste e della berretta, che isola il profilo, mentre l'ispida calotta dei capelli accentua gli effetti di massa volumetrica. I capelli sono irsuti, lo sguardo fiero e lontano. Il naso adunco e rotto era una cicatrice ottenuta durante un torneo in cui il duca aveva perso anche l'occhio destro: per questo si faceva sempre ritrarre di profilo da sinistra. La pelle è dipinta nei minimi particolari con distaccata oggettività, dalle rughe e ai piccoli nei, riprendendo i modi dell'arte fiamminga. La corte di Federico dopotutto proprio negli anni sessanta del Quattrocento viveva l'apice del suo splendore, con artisti italiani e fiamminghi che lavoravano fianco a fianco influenzandosi reciprocamente.
Nel ritratto del volto di Federico è stata identificata una mappa del Montefeltro. È stato infatti riscontrato da uno studio cominciato nel 2019 (il volto del Montefeltro. Federico Duca di Urbino e Piero della Francesca) che i nèi dipinti sul volto, se sovrapposti ad una mappa, sono equiparabili ad Urbino, San Leo, Pennabilli e Carpegna (Passo della Cantoniera). Nell'orecchio di Federico è stata invece identificata una goccia che corrisponde alla posizione geografica di Pesaro. 
I trionfi (carri allegorici) erano un tema caro agli umanisti, perché rievocavano il mondo dell'Antica Roma ed erano carichi di suggestioni letterarie derivate dall'omonima opera del Petrarca.
Federico è ritratto sul carro trionfale trainato da due cavalli bianchi, mentre una Vittoria alata lo incorona d'alloro. Nella parte anteriore del carro siedono le quattro Virtù cardinali: Giustizia (frontale, con spada e bilancia), Prudenza (di profilo, con lo specchio), Fortezza (con la colonna spezzata) e Temperanza (di spalle). Un amorino poi guida i cavalli, anche se è chiaro come l'ordine pervenga da Federico stesso, che, vestito dell'armatura, impugna il bastone del comando, evidenziato dal prolungamento della linea orizzontale tramite una strada nello sfondo. L'iscrizione in lettere capitali romane esalta le virtù del sovrano: "CLARVS INSIGNI VEHITVR TRIVMPHO QVEM PAREM SVMMIS DVCIBVS PERHENNIS FAMA VIRTVTVM CELEBRAT DECENTER SCEPTRA TENENTEM" ('È portato in insigne trionfo quell'illustre che la fama perenne delle sue virtù celebra degnamente come reggitor di scettro pari ai sommi condottieri').
Il trionfo di Battista esalta invece le virtù coniugali: essa è colta durante la lettura, con le tre Virtù teologali della Carità (vestita di nero con in grembo il pellicano, simbolo di sacrificio materno che dona le proprie stesse carni per la sopravvivenza dei figli), la Fede (vestita di rosso col calice e l'ostia), la Speranza (di spalle) e una quarta virtù, la Temperanza (frontale). Un amorino guida due liocorni, simbolo di castità. L'iscrizione recita: "QVE MODVM REBVS TENVIT SECVNDIS CONIVGIS MAGNI DECORATA RERVM LAVDE GESTARVM VOLITAT PER ORA CVNCTA VIRORVM" ('Colei che mantenne la moderazione nelle circostanze favorevoli vola su tutte le bocche degli uomini adorna della lode per le gesta del grande marito').
Le iscrizioni celebrative sono pienamente autografe di Piero, come ha evidenziato Clark confrontando il carattere usato con quello delle firme su altri dipinti.

### Il paesaggio

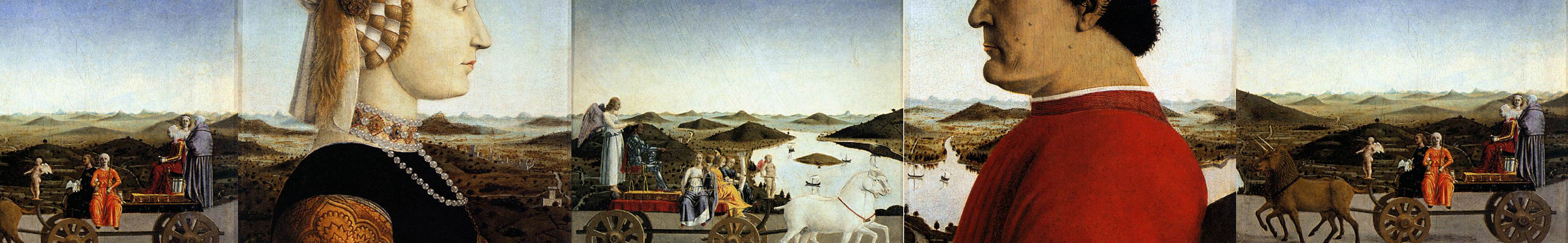
Unità dei paesaggi

Il paesaggio è di chiara derivazione fiamminga, dove la foschia schiarisce le cose più lontane (prospettiva aerea) e il cielo sfuma verso l'orizzonte, come all'alba. È stato notato come lo scenario sia collegabile a 360°, inserendo il trionfo di Federico tra i due ritratti, e ponendo il trionfo di Battista alle spalle dei Duchi (con alcune imprecisioni, per avere anche corrispondenze interne tra i due ritratti e i due trionfi). Il panorama corrisponderebbe approssimativamente all'ampia visuale dalla torre occidentale del Palazzo Ducale di Urbino, con le colline punteggiate di torri e castelli tra fertili vallate, dove si vedono i campi arati, e un bacino, che richiama lo sbocco sul mare, dove transitano imbarcazioni industriose, dando un'idea delle vivaci attività economiche del Ducato.